# Los otros Guernicas
Los otros Guernicas es un ciclo de frescos de Luis Quintanilla cuyo título original fue Ama la paz, odia la guerra, compuesto por las obras Huida, Dolor, Hambre, Destrucción y Soldados. Fueron encargados por del Gobierno de la Segunda República española para el pabellón español en la Exposición Universal de 1939 en Nueva York. El nombre popular de Los otros Guernicas se debe a esta circunstancia de ser un encargo oficial republicano durante la guerra civil española, como sucedió con el Guernica de Pablo Picasso en 1937 para la Exposición Universal de París. Ambos encargos tienen una temática común: la guerra civil. Los frescos de Quintanilla desaparecieron en 1940 y no se conoció su paradero hasta 1990.

## Pérdida y recuperación
Esta serie de frescos, destinada a representar a España en la Exposición Universal de Nueva York, nunca llegó a exponerse en la muestra debido a la derrota del gobierno republicano. El hecho de que Quintanilla quisiera esconder al mundo la existencia de sus frescos será para siempre un enigma. En una de las conversaciones con su sobrino Joaquín Fernández Quintanilla le dice: «Alquilé un almacén, con tal mala fortuna que, con las primeras lluvias fuertes, el techo se desplomó, se inundó todo y los frescos se fueron al garete».  Nadie sabrá nunca por qué mintió. El caso es que, al no volver a verse estas obras, todo el mundo creyó en su testimonio y durante décadas se pensó que los únicos vestigios de ellas eran unas viejas fotografías y los bocetos del pintor.
Los frescos se expusieron en dos ocasiones en 1939 y 1940,  y después la desmemoria los cubrió. Se creyó que estaban destruidos, hasta que aparecieron en los pasillos de un cine porno gay en el 144 de Bleecker Street. En 2007 volvían a España. La Universidad de Cantabria, con el patrocinio de Banco Santander, recuperaba estas importantes creaciones para la cultura española.
¿Qué había ocurrido con estos frescos? Luis Quintanilla, no sabiendo que hacer con ese ellos, los cedió a la Free World House, que en 1946 ocupaba el local donde fueron descubiertos y aglutinaba diferentes asociaciones antifascistas. Este inmueble se convirtió después en el Restaurante Montparnasse. Entonces su dueño quiso repintar los frescos, pero el pintor Sydney Simon, al que se lo encargó, se negó, aludiendo que eran obra de un gran pintor español.
El siguiente propietario abrió un cine de arte y ensayo en 1962 y solicitó la opinión de expertos del MoMA, aunque estos no los encontraron interesantes. Años después el inmueble pasó a manos de John Souto que lo convirtió en un cine porno que cerró al público en 1990.
Fue entonces cuando un grupo de intelectuales recordó que en un pasillo de emergencias de dicho cine existían cinco frescos y alertaron a corresponsales del New York Times, quienes advirtieron de la necesidad de rescatar estas interesantes obras de arte.
En 1990 saltó el descubrimiento a la prensa americana y poco después se hizo eco la prensa nacional. Por espacio de más de un año se intentó que el Ministerio de Cultura comprara las obras, pero el dueño pidió una suma desmesurada de dólares y desapareció con los cinco frescos, ya que en agosto de ese año vendió el inmueble y guardó los frescos, esperando conseguir un dinero extra más adelante.
En 2004, Esther López Sobrado le comentó a Paul Quintanilla (hijo del pintor) la necesidad de hacer el último intento por localizar a Souto. Este seguía interesado en venderlos, ya que durante estos años se habían convertido para él en un estorbo.
En ese momento comenzaron unas largas negociaciones hasta que Souto bajó la cantidad que pedía y llegó a un precio que Esther López Sobrado consideró razonable para intentar que alguna institución se interesara en el rescate.
Así, en 2005 le comentó a Javier Gómez (director de la Sala de Exposiciones de la Universidad de Cantabria) su deseo; este lo consideró de sumo interés, le trasladó la idea al rector quien estimó que los frescos debían volver a España. De este modo, continuaron las negociaciones con el patrocinio de Banco Santander. En junio de 2006 se cierra definitivamente el trato y en febrero de 2007 llegan a Santander estos cinco frescos que, tras su restauración, han sido instalados en su emplazamiento definitivo: el patio cubierto del Paraninfo de la Universidad de Cantabria.

## Medidas, procedimiento y técnica
Los cinco frescos Ama la paz, odia la guerra fueron concebidos como una obra de conjunto. Están realizados sobre una estructura-bastidor de madera. Cuatro de ellos miden 2 x 2,5 metros y el central 2 x 1,5 metros.
Los frescos fueron realizados sobre cinco grandes paneles. Quintanilla utilizó la técnica tradicional del fresco, aplicado sobre dos estratos a base de cal y polvo de mármol, como hizo Miguel Ángel en la Capilla Sixtina. Esta técnica produce unos delicados brillos en la superficie de la obra.
La técnica del fresco se realizaba directamente sobre el muro, pero desde la revolución industrial, la pintura al fresco deja de ser reclamada exclusivamente por la nobleza y la Iglesia y se realiza en nuevos espacios, por lo que en ocasiones se requiere la utilización de soportes móviles, como en este caso. Los frescos se sitúan sobre un recio bastidor de madera reforzado por una serie de travesaños. Un perfil metálico recorre todo el perímetro de la obra, seguidamente se coloca una malla de acero inoxidable, que ocupa toda la superficie. Sobre la malla se instala el primer estrato de aproximadamente un centímetro de grosor, a base de cal y polvo de mármol de grano grueso. Sobre esta superficie, llamada arriccio, se dispone el enlucido en sucesivas jornadas. Esta segunda capa, también está hecha a base de cal y polvo de mármol, pero de grano menor, es sobre la que se depositan los pigmentos. Esta capa suele tener un grosor de 1 cm. Gracias al trabajo realizado por los restauradores sabemos que Hambre y Soldados se realizaron en cinco jornadas, Dolor y Destrucción en seis y Huida en siete jornadas. Todos los paneles fueron comenzados por la parte superior izquierda y terminados por la inferior derecha.

## Descripción de los frescos
El fresco Hambre  muestra una composición cerrada, perfecta por ser el centro del friso; en él, un grupo de mujeres se alza ante el espectador con una tristeza infinita. En primer término, otra mujer sentada, de espaldas al espectador, esconde su rostro entre los brazos. Es la figura que muestra mayor dramatismo, recordándonos iconográficamente a la figura de María Magdalena. Como un grupo moderno de Marías a los pies del Calvario, reconocemos en ellas a esas sufridas mujeres que sufren y lloran por sus hijos, esposos o hermanos. Ninguna mira al espectador; todas parecen sufrir en silencio, lo que, junto al cromatismo rico en platas, confiere a la obra un aire lleno de simbolismo.
Se conservan los bocetos de la mujer con moño y de la joven de la izquierda que sostiene un trozo de pan; en este, Quintanilla anota los colores con los que pensaba realizar el fresco. 
En cuanto a posibles referencias, encontramos conexiones con algunas obras de la etapa azul de Picasso; sobre todo, podemos relacionar la figura de la niña que come su trozo de pan con el lazarillo de El viejo judío del pintor malagueño, aunque posiblemente la correspondencia se establezca sobre todo a partir de una influencia común en los dos artistas: la de un pintor amado por ambos, el Greco. El Greco y Goya son dos referentes en la obra de Quintanilla prácticamente a lo largo de casi toda su vida.
Destrucción quizás sea unos de los frescos que más llega a impactar al contemplarlo y lo hace sin introducir efectos plásticos grandilocuentes. La manera en la que Quintanilla describe la guerra, que él ha conocido en primera persona, es tremendamente horrible. Los cadáveres de las personas se encuentran entre los restos de los edificios y muros destrozados, y al fondo los edificios medio destruidos hacen referencia a Guernica bombardeada. Estos cadáveres se encuentran tirados en el suelo como si fueran alfombras e incluso como si fueran simples animales tras ser matados y seguidamente colgados como despojos. Evocan a algunas figuras de Los desastres de la guerra, de Goya, y en general semejan una carnicería, evidente, sobre todo, en la mujer de la derecha del fresco.
Soldados es el único fresco en el que aparecen exclusivamente figuras masculinas. Este fresco muestra ocho figuras masculinas, ocho soldados de las Brigadas Internacionales, dos ellos seguramente sean, por sus rasgos, americanos o eslavos. Los dos que se cubren con capotes son escritores amigos del pintor, el del capote verde es José Bergamín y el que tiene el capote rojo es el periodista de guerra americano Herbert Matthews.
El único soldado que mira hacia el espectador aparece cargado de granadas y cartucheras.
«Quintanilla aplica el color con soltura, a través de planos cromáticos que revelan su formación cubista».  Este fresco junto con el resto del conjunto Ama la paz odia la guerra tiene un gran simbolismo y suponen la exaltación de las Brigadas Internacionales que ayudaron en la guerra civil española al Gobierno de la República.
En los frescos, Quintanilla trabaja a partir de bocetos de caras, manos y pies, motivo que justifica que, por lo general, los cuerpos sean mucho más abstractos en su representación y que podamos encontrar «arrepentimientos», e incluso figuras realizadas posteriormente al temple, no al fresco, como ocurre en las cabezas de los dos soldados de espaldas al espectador que se sitúan a la izquierda de Herbert Matthews.
El fresco Dolor, como su propio nombre indica, representa el dolor, tanto el físico, evidente en todos los heridos que aparecen en la obra, como el moral, sin duda más hondo. Respecto a la composición, Esther López Sobrado reconoce que «muestra una doble diagonal que confiere sensación de movimiento, a pesar de que los personajes se encuentran en reposo. Al situar este fresco junto a Huida las líneas compositivas adquieren un sentido completo».
En este mural aparecen representadas diez figuras y es uno de los pocos en los que aparecen representados hombres, exceptuando el de Soldados. Hay una fuerte emoción en la obra, ya que todas las figuras están heridas y muestran una gran melancolía y abatimiento. Por otra parte, el dolor de esta obra se manifiesta de modo más dramático en el hombre con una venda en la cabeza,  ya que solo es posible verle un ojo y en el niño herido en brazos de la enfermera de la Cruz Roja.
Para este fresco le sirvió de modelo, en la figura de la enfermera de la izquierda, que es un homenaje a la Cruz Roja,  la mujer del propio pintor, Janet Speirs.
Huida muestra a un grupo de mujeres y niños, acompañados de un hombre ciego, que se ven obligados a abandonar sus casas, destrozadas por la guerra. Las imágenes de las casa destruidas que aparecen en el último término recuerdan a imágenes fotográficas de guerra, Guernica viene automáticamente a nuestra cabeza. La obra presenta una composición llena de dinamismo. Para la figura femenina de la derecha le sirvió de modelo Delfina Azcárate, la hija del embajador de la República en Londres, Pablo Azcárate.

## Documental
El 28 de octubre de 2010 se estrenó en el Palacio de Festivales de Cantabria el documental Los otros Guernicas del director Iñaki Pinedo. Jesús Calvo, de  Imagen Industrial fue su productor y Esther López Sobrado, su documentalista. Los otros Guernicas cierra  la Trilogía de la memoria de Iñaki Pinedo, que comenzó junto a Daniel Álvarez. Los otros dos documentales que la conforman son El hombre que murió dos veces (2003)  y La escuela fusilada (2006).
El documental aborda la enorme pérdida que supuso para la cultura española la pérdida de un importante número de intelectuales como consecuencia de la guerra civil. Santiago Carrillo, Alfonso Guerra, Gabriel Jackson, Paul Quintanilla o Woody Allen son algunos de los más de veinte testimonios con los que cuenta este trabajo.
El eje narrativo lo constituye, en palabras del director “el simbolismo que encierra la gestación y la peripecia vivida por las pinturas al fresco que Luis Quintanilla elaboradas por encargo del gobierno de la república para el Pabellón de España en la Exposición Universal de Nueva York de 1939”.
Los otros Guernicas fue preseleccionado con cinco candidaturas (mejor película, mejor dirección novel, mejor montaje, mejor dirección de fotografía y mejor película documental) a las nominaciones de los Premios Goya 2012. Ha estado presente en numerosos festivales de cine en España, Europa, Estados Unidos y Latinoamérica y se ha proyectado en los Institutos Cervantes de Nueva York, Varsovia y Bruselas.
El documental contó con el patrocinio de la Universidad de Cantabria, la Consejería de Cultura y Educación del Gobierno de Cantabria y el Banco Santander.
Este era el fresco más deteriorado de todos. Faltaba la cabeza del burro casi por completo. Gracias a las fotografías en blanco y negro que conservaba Paul Quintanilla de la exposición de 1939, el grupo de restauradores de Valencia pudieron restituir la dignidad perdida a esta obra, que representa una escena habitual en la guerra, la huida de la población civil.